# Equipo de Copa Davis de Serbia
El Equipo de Copa Davis de Serbia representa a Serbia en la competición internacional de tenis por países conocida como la Copa Davis.

## Historia
El equipo serbio compitió por primera vez en la Copa Davis en 1927, como Yugoslavia. Luego, desde el 2004 hasta el 2006, participó como Serbia y Montenegro. Y en el 2007 compitió por primera vez bajo el nombre de Serbia. Su más destacada actuación se produjo cuando llegó a la instancia de semifinales en 1988, 1989 y 1991.
Uniforme

## Actualidad
En el 2007, en su primer año como Serbia,logró el ascenso al grupo mundial para el 2008, tras imponerse al combinado australiano por 4-1 en los play-offs del grupo mundial.
En la Copa Davis 2008 debutó en primera ronda del Grupo Mundial ante Rusia en Moscú sobre canchas duras. Serbia se vio claramente disminuido primero por la baja del n.º 2 de su equipo Janko Tipsarević y luego por el mal estado del reciente campeón del Abierto de Australia, Novak Djokovic, quien no pudo disputar el primer singles. Así Serbia se vio rápidamente 2-0 abajo a pesar de la lucha que le planteó Viktor Troicki (114.º del ranking) a Nikolay Davydenko (4.º del ranking), quien lo llevó al ruso hasta un quinto set. En dobles apareció Djokovic en pareja con Nenad Zimonjić y vencieron claramente. En el cuarto punto, un Djokovic en mal estado salió a luchar contra Davydenko y a pesar de haber ganado los dos primeros sets, se retiró tras perder el tercero. Luego Troicki confirmó su buen juego venciendo a Dmitry Tursunov en 3 sets.
Serbia debió jugar el repechaje para permanecer en el Grupo Mundial ante Eslovaquia en Bratislava. Allí, ya con Djokovic y Tipsarevic recuperados, Serbia se impuso claramente por 4-1.
En 2009 pierde ante España en octavos de final.
En 2010 se consagró campeón tras derrotar a Francia en la final.
En 2011 pierde en semifinales contra Argentina.

### Plantel
| Jugador          | Individuales | Dobles |
| ---------------- | ------------ | ------ |
| Laslo Djere      | 1 - 2        | -      |
| Novak Djokovic   | 31 - 7       | 3 - 3  |
| Danilo Petrovic  | -            | 1 - 0  |
| Dusan Lajović    | 9 - 7        | -      |
| Nikola Milojevic | -            | 1 - 1  |
| Pedja Krstin     | 2 - 0        | 0 - 0  |